# Boiga bourreti
Boiga bourreti е вид змия от семейство Смокообразни (Colubridae). Видът е застрашен от изчезване.

## Разпространение
Разпространен е във Виетнам.